# 洛氏唇銀漢魚
洛氏唇銀漢魚，為輻鰭魚綱銀漢魚目虹銀漢魚科的其中一種，分布於新幾內亞淡水流域，體長可達10公分，為熱帶魚類，生活習性不明。

## 擴展閱讀
維基物種上的相關：洛氏唇銀漢魚